# Флеш д’Эмрод
Флеш д’Эмрод (фр. Flèche d'Émeraude, рус. Изумрудная стрела) — шоссейная однодневная велогонка, проходившая по дорогам французского региона Иль и Вилен.

## История
Изумрудная стрела, как дословно переводится название, проводилась всего два раза — в 2011 и 2012 годах в начале апреля в районе Сен-Мало. Оба раза соревнование проходило в рамках Европейского тура UCI (под категорией 1.1) и Велошоссейного кубка Франции.
Организатором выступал Maison du cyclisme de Rennes.
Третий выпуск гонки и 4-й этап Кубка Франции, первоначально запланированный на 31 марта 2013 года, был отменён. Организаторам не удалось получить разрешение на использование определенных дорог во время пасхальных выходных. 

## Призёры
| Год  | Победитель      | Второй        | Третий             |
| ---- | --------------- | ------------- | ------------------ |
| 2011 | Тони Галлопен   | Юре Косьян    | Франческо Джинанни |
| 2012 | Роберто Феррари | Насер Буханни | Джимми Ангульван   |